# Приём французского посла в Венеции
«Приём французского посла в Венеции» — картина итальянского художника, главы венецианской школы ведутистов Джова́нни Анто́нио Кана́ля, известного под именем Канале́тто. Написана по заказу графа де Жержи в память о восстановлении дипломатических отношений между Францией и Венецианской республикой, которые были разорваны по инициативе Людовика XIV в 1709 году. Новый посол в Венецию был назначен только через 14 лет уже другим французским королём. Картина стала первым крупным заказом в творческой жизни художника.
Полотно размером 181 х 259,5 см было написано в 1726—1727 годах. В 1760-х годах вместе с парной работой «Возвращение Бучинторо к молу у Дворца дожей» приобретено для Эрмитажа, где и находится в настоящее время. В 1930 году картины разделили, передав «Возвращение Бучинторо к молу у Дворца дожей» в Государственный музей изобразительного искусства им. А. С. Пушкина.

## Сюжет
На картине запечатлено реальное историческое событие — первая, после восстановления дипломатических отношений, встреча французского посла графа Ланже де Жержи с официальными лицами Венецианской республики. Отношения были разорваны по инициативе Людовика XIV в 1709 году. Новый посол в Венецию был назначен Людовиком XV только в 1723 году. В память об этом событии вышеупомянутый граф де Жержи заказал у Каналетто две картины, которые стали первым крупным заказом в творческой жизни художника.
Некоторые исследователи считают, что иконографическим образцом картины послужила работа Луки Карлевариса «Прибытие французского посольства в Венецию в 1706 году», ныне хранящаяся в Рейксмюсеуме Амстердама.

## Описание
Полотно находится на постоянной экспозиции Государственного Эрмитажа (зал 238 или Большой итальянский просвет).
Авторство Каналетто сомнению не подвергалось.
Доктор искусствоведения Виктория Маркова обращает внимание, что картину благожелательно оценил не только заказчик, но и высшие круги общества, именно поэтому Каналетто получал заказы на авторское повторение полотна для высокопоставленных персон. Одна из копий предположительно была написана для французского короля Людовика XV и украшала его дворец в Версале. Якоб Штелин включил полотно в список самых значительных картин, приобретённых для Императорских собраний в 1766—1768 годах.

## Пандан
Картины являются одними из самых знаменитых работ Каналетто в российских собраниях.